# Òscar I de Suècia
Òscar I de Suècia i de Noruega (París, 4 de juliol de 1799 - Estocolm, 8 de juliol de 1859). Rei de Suècia i de Noruega des de l'any 1844 fins a la seva mort, segon monarca de la dinastia Bernadotte.
Era fill de Jean-Baptiste Bernadotte, futur rei Carles XIV Joan de Suècia, i de la seva esposa Désirée Clary. La seva família estava relacionada amb la família imperial francesa a través del matrimoni de la seva tia, Julie Clary, amb Josep Bonaparte, que esdevingué primer rei de Nàpols i després d'Espanya.
L'any 1810, les assemblees sueca i noruega elegiren Jean-Baptiste Bernadotte com a príncep hereu. L'any següent, el petit Òscar i la seva mare es traslladaren a Estocolm i ell rebé el títol de duc de Södermanland de mans del rei Carles XIII de Suècia. Aviat s'instaurà un programa educatiu per a l'infant: aprendria suec i coneixements rellevants en vistes al seu futur regnat. La seva formació cultural i intel·lectual fou excel·lent. Esdevingué un gran coneixedor de la realitat sueca i gràcies a això escriuria un treball sobre la necessitat d'estendre l'educació a la població i un altre sobre les necessàries reformes en matèria penitenciària.
Durant els primers anys de la dècada de 1820, el seu pare rei li presentà una llista de quatre princeses entre les quals Òscar havia d'escollir la seva esposa:
- SAR la princesa Guillermina de Dinamarca, filla del rei Frederic VI de Dinamarca i posteriorment esposa del rei Frederic VII, també de Dinamarca.

- SA la princesa Josepa de Leuchtenberg, filla d'Eugeni de Beauharnais, 1r duc de Leuchtenberg, i de la princesa Augusta de Baviera. Aquesta seria la princesa elegida.

- SA la princesa Maria de Hessen-Kassel, filla de l'elector Guillem II de Hessen-Kassel i de la princesa Augusta de Prússia. Es casà amb el duc Bernat II de Saxònia-Meiningen.

- SA la duquessa Maria de Saxònia-Weimar-Eisenach, filla del duc Carles Frederic I de Saxònia-Weimar-Eisenach i de la gran duquessa Maria de Rússia. Es casà amb el príncep Carles de Prússia.

El dia 19 de juny de l'any 1823, doncs, Òscar contragué matrimoni a Estocolm amb la princesa Josepa de Leuchtenberg. La parella tingué els següents fills:
- SM el rei Carles XV de Suècia, nat a Estocolm el 1826 i mort a Malmö el 1872. Es casà amb la princesa Lluïsa dels Països Baixos el 1850 a Estocolm.

- SAR el príncep Gustau de Suècia, duc d'Uppland, nat el 1827 a Estocolm i mort a Oslo el 1852.

- SM el rei Òscar II de Suècia, nat a Estocolm el 1829 i mort el 1907. Es casà el 1857 a Biebrich amb la princesa Sofia de Nassau.

- SAR la princesa Carlota de Suècia, nada a Estocolm el 1830 i morta a Estocolm el 1889.

- SAR el príncep Carles Nicolau de Suècia, nat al Palau de Drottningholm el 1831 i mort a Estocolm el 1873. Es casà el 1864 a Altenburg amb la princesa Teresa de Saxònia-Altenburg.

Fora del matrimoni, Òscar I tingué també els següents fills: Oscària (1819), amb la comtessa Gustava Jaquette Gyldenstolpe, i els anomenats satíricament prínceps de Lapònia Hjalmar (1939) i Max (1840), amb l'actriu Emilie Högquist.
Des de 1824 i fins a l'any 1833, el príncep hereu esdevingué, en diverses ocasions, virrei de Noruega. L'any 1838 començaren a créixer les diferències entre pare i fill per qüestions polítiques, ja que mentre que el rei Carles XIV Joan de Suècia era conservador, el fill era de tarannà més liberal. El 1838 el rei estava convençut que Òscar s'havia conxorxat amb el Partit Liberal per a provocar un canvi de govern i fins i tot per a destronar-lo. Tot i que això mai no es pogué provar, la distància entre pare i fill era pública i notòria.
El 8 de març de 1844 Òscar esdevingué rei de Suècia i de Noruega. El seu pretès liberalisme restà molt matisat, atès que refusà qualsevol reforma de l'obsoleta constitució de 1809. Tanmateix aviat emprengué mesures de millora econòmica i social de la població del país, alhora que proclamava la llibertat de premsa i modificava el codi civil per a equiparar els drets d'homes i dones. L'any 1857 el Riksdag, assemblea de la noblesa, proclamà que Òscar I havia fet per al seu poble molt més que qualsevol altre rei anterior.
Un dels seus principals capteniments fou la igualtat de drets i deures dels seus dos països, Suècia i Noruega. Va crear una nova bandera i un nou escut per a la unió.
Pel que fa a la política exterior del seu ministeri, el rei es mostrà favorable al principi de la nacionalitat. D'aquesta manera donà suport Dinamarca en contra de Prússia a la Primera Guerra de Schleswig (1848). Fou el promotor de la Pau de Malmö (1848) i el garant de la integritat de Dinamarca arran del Protocol de Londres de 1852. El 1950 havia concebut un pla d'unió de totes les corones escandinaves, projecte que tanmateix hagué d'abandonar.
Contràriament a la política conciliadora del seu pare, el principal temor del sobirà va consistir en el perill d'expansió de Rússia vers Escandinàvia. D'aquesta manera es mantingué neutral durant la Guerra de Crimea i posteriorment (1855) signà un tractat de mútua protecció amb França i el Regne Unit davant d'una eventual agressió russa.
Òscar I de Suècia morí el 8 de juliol de 1859 a Estocolm i fou sebollit al Panteó Reial de la basílica de Riddarholmen.